# Herbert Donner
Herbert Donner (* 16. Februar 1930 in Reichstädt; † 28. April 2016 in Kiel) war ein deutscher evangelischer Theologe. Er war Spezialist für das Alte Testament und den Alten Orient.

## Leben
Herbert Donner wuchs in Reichstädt im Osterzgebirge auf. Sein Vater, ein Bankkaufmann, hatte nach dem Tod der ersten Frau wieder geheiratet. Von 1942 bis 1945 besuchte der Sohn ein Wirtschaftsgymnasium in Freital bei Dresden, wechselte dann auf eine Oberschule in Dresden-Süd, wo er 1948 sein Abitur machte.
Donner studierte ab 1949 als Schüler von Albrecht Alt an der Universität Leipzig Evangelische Theologie und ab 1952 zusätzlich Altorientalistik. Außerdem besuchte er Vorlesungen des Ägyptologen Siegfried Morenz. Er promovierte dort zunächst 1957 mit einer Arbeit über die Verfassungs- und Verwaltungsgeschichte der eisenzeitlichen Kleinstaaten Israel und Juda zum Dr. theol. und 1958 mit einer Arbeit über die keilschriftlichen Wirtschafts- und Verwaltungsurkunden des nordsyrischen Stadtstaates Alalach (Tell Açana) zum Dr. phil. Noch im gleichen Jahr verließ er die Deutsche Demokratische Republik. Sein Mentor Albrecht Alt war kurz vor Donners Promotion verstorben, seine berufliche Zukunft an der Universität Leipzig dadurch ungewiss. Über die Bekanntschaft mit Walther Zimmerli hoffte er, eine Stelle als Hebräischlektor an der Universität Göttingen zu finden.
An der Universität Göttingen unterrichtete Herbert Donner Hebräisch und schrieb seine Habilitationsschrift über die Stellung der Propheten des 8. Jahrhunderts zur Außenpolitik der Könige von Israel und Juda, die er 1960 einreichte.
Ab 1963 war Herbert Donner Professor für Altes Testament und Palästinakunde an der Universität Göttingen. 1968 folgte er einem Ruf an die Universität Tübingen. Von 1980 bis zu seiner Emeritierung lehrte er an der Universität Kiel. Donners Forschungsgebiet war das Alte Testament, die Geschichte des Alten Orients und Palästinakunde. Er verfasste zahlreiche Aufsätze und Monografien zu diesem Thema, die zum Teil gesammelt erschienen sind. Bekannt ist er als Verfasser des zweibändigen Standardwerks Geschichte des Volkes Israel und seiner Nachbarn in Grundzügen, das bis 2008 in der vierten Auflage erschienen ist.
Ein Schwerpunkt seiner Tätigkeit in Kiel war ab 1983 die Leitung der Gesenius-Forschungsstelle. Sie arbeitete an der Aktualisierung der 18. Auflage des Hebräischen und Aramäischen Handwörterbuchs über das Alte Testament von Wilhelm Gesenius, das bis 2013 in sieben Lieferungen und schließlich als einbändige Ausgabe erschienen ist.

## Mitgliedschaften und Ehrungen
Donner war Mitglied der Heidelberger Akademie der Wissenschaften (1973 ordentliches Mitglied, von 1980 bis 2016 korrespondierendes Mitglied), der Wissenschaftlichen Gesellschaft an der Universität Frankfurt am Main (1976 korrespondierendes Mitglied), der Südafrikanischen Akademie für Wissenschaft und Kunst (1979 korrespondierendes Mitglied) sowie des Deutschen Archäologischen Instituts (1987 korrespondierendes Mitglied).
Für die Einwerbung der Finanzmittel zur Restaurierung der Mosaikkarte von Madaba (1965, gefördert durch die Volkswagenstiftung) wurde Herbert Donner, gemeinsam mit den Restauratoren, vom griechisch-orthodoxen Patriarchen von Jerusalem zum „Ritter des Ordens der orthodoxen Kreuzträger vom Heiligen Grab“ ernannt.
Am 28. Juni 2000 erhielt er die Ehrendoktorwürde der theologischen Fakultät der Universität Leipzig.
Donner starb im April 2016 im Alter von 86 Jahren. Sein Grab befindet sich auf dem Parkfriedhof Eichhof.

## Schriften (Auswahl)
- Israel unter den Völkern. Die Stellung der klassischen Propheten des 8. Jahrhunderts v. Chr. zur Aussenpolitik der Könige von Israel und Juda (= Vetus Testamentum, Supplements, Bd. 11).  Brill, Leiden 1964.
- Herrschergestalten in Israel (= Verständliche Wissenschaft, Bd. 103). Springer, Berlin 1970.
- Einführung in die biblische Landes- und Altertumskunde. Wissenschaftliche Buchgesellschaft, Darmstadt 1976, ISBN 3-534-06344-9.

- (mit Heinz Cüppers): Die Mosaikkarte von Madeba (= Abhandlungen des Deutschen Palästina-Vereins, Bd. 5,1). Harrassowitz, Wiesbaden 1977, ISBN 3-447-01866-6.
- (mit Wolfgang Röllig): Kanaanäische und aramäische Inschriften. Drei Teile. 3.–5. Aufl. Harrassowitz, Wiesbaden 1973–2002.
- Aufsätze zum Alten Testament aus vier Jahrzehnten (= Beihefte zur Zeitschrift für alttestamentliche Wissenschaft, Bd. 224). De Gruyter, Berlin 1994, ISBN 3-11-014097-7.
- Geschichte des Volkes Israel und seiner Nachbarn in Grundzügen (= Das Alte Testament deutsch, Bd. 4,1 und 4,2). 4. Aufl. Vandenhoeck & Ruprecht, Göttingen 2007/2008.